# Mizima
Mizima war ein hethitischer König, der bisher nur von Siegelabdrücken aus Kuşaklı, dem antiken Šarišša, bekannt ist. Er lebte in der ersten Hälfte des 14. Jahrhunderts v. Chr. Die Lesung seiner Namenshieroglyphen ist unsicher. Auf den Siegeln befinden sich die drei Zeichen Ma/i-zi(ti)-ma, die verschiedene Lesungen erlauben: Mazitima, Minizimia oder Mizima. Neben diesen Namenshieroglyphen findet sich auch das Zeichen König.
Die Position dieses Herrschers ist unsicher. Er ist sonst nicht bezeugt. Die hethitischen König bezeichnen sich normalerweise als Großkönig. Das Groß fehlt hier. Aus anderen Texten ist ein Herr (EN) von Šarišša bekannt, der jedoch nicht den Königstitel trug. Entweder einer dieser Herrn usurpierte den Königstitel, wohl ohne Wissen des Großkönigs, oder Šarišša war zeitweise nicht Teil des Hethiterreiches und wurde von eigenen Königen regiert. Die erste Hälfte des 14. Jahrhunderts v. Chr. ist in der Tat eine turbulente Phase hethitischer Geschichte, in der es diverse Unabhängigkeitsbestrebungen gab und das Reich in Gefahr stand zu verfallen.